# Bolzone (Ripalta Cremasca)
Bolzone (Bulsù in dialetto cremasco) è una frazione del comune lombardo di Ripalta Cremasca.

## Origini del nome
Il nome della località di Bolzone deriva dal latino medioevale bultio, termine a sua volta prende origine dal termine longobardo bultjio, con significato di "testa", "capocchia" e quindi punto rialzato.

## Storia
La località è un piccolo borgo agricolo di antica origine, le cui prime attestazioni documentali risalgono al XVI secolo.
In età napoleonica (1809) Bolzone, già comune autonomo, fu aggregata al comune di Capergnanica. Nel 1816, con la costituzione del Regno Lombardo-Veneto, divenne frazione di Zappello, a sua volta parte dal 1928 di Ripalta Cremasca.

## Monumenti e luoghi d'interesse

### Architetture religiose

#### Chiesa parrocchiale di Sant'Antonio
La prima attestazione dell'esistenza di una chiesa a Bolzone risale all'inizio del XVI secolo quando la struttura attualmente esistente venne edificata come dipendente dalla parrocchia di Capergnanica, nella diocesi di Piacenza. In occasione della visita pastorale del vescovo piacentino Bernardino Scotti nel 1566, la chiesa venne indicata già come parrocchia e nel 1580 venne smembrata dalla diocesi di Piacenza per essere unita a quella di Crema, da poco eretta con la bolla pontificia di Papa Gregorio XIII Super Universas. Con la prima suddivisione della diocesi di Crema in vicariati nel 1583, la parrocchia di Bolzone venne compresa nel vicariato di Chieve per poi passare dal 1603 a quello di Bagnolo ed infine a quello di Capergnanica.
La dipendenza dalla chiesa parrocchiale di Capergnanica, pur assegnandole stabilmente un sacerdote, la qualificò come curazia, denominazione che mantenne sino al 1895 quando divenne dapprima una prevostura (sino al 1937) e poi, dato l'esiguo numero di abitanti, venne declassata a rettoria.

## Società

### Evoluzione demografica
Abitanti censiti